# Thomas Sankara
Thomas Isidore Noël Sankara (* 21. Dezember 1949 in Yako, Obervolta; † 15. Oktober 1987 in Ouagadougou, Burkina Faso) war vom 4. August 1983 bis zu seiner Ermordung am 15. Oktober 1987 der fünfte Präsident von Obervolta und erster Präsident Burkina Fasos.
Als junger Offizier und sozialistischer Revolutionär durch einen Staatsstreich an die Macht gekommen, folgte er mit seiner Politik panafrikanischen und antipatriarchalischen Ansichten und orientierte sich an dem ghanaischen Präsidenten Jerry Rawlings. Sankara lehnte eine Rückzahlung der Schulden der Dritten Welt an den Westen ab und initiierte eine ambitionierte Gesundheits- und Frauenpolitik. Ein weiteres Anliegen war der Kampf gegen Korruption, weshalb er zum ersten Jahrestag der Revolution Obervolta in Burkina Faso („Land des aufrichtigen Menschen“) umbenannte. Außenpolitisch betrieb er mit Ghanas Präsidenten Jerry Rawlings die Errichtung der Westafrikanischen Union, die jedoch nach seiner Ermordung durch den politischen Weggefährten Blaise Compaoré obsolet wurde.

## Leben und Wirken

### Kindheit und Jugend
Thomas Sankara wurde in Yako als erstgeborener Sohn von Marguerite Sankara und Sambo Joseph Sankara (1919 – 4. August 2006), einem Gendarmen, geboren. Sein ursprünglicher Name war Thomas Isidore Noël Ouédraogo, da sich sein Vater, der vom Islam zum Katholizismus konvertiert war, beim Eintritt in die französische Armee während des Zweiten Weltkriegs für diesen Namen entschieden hatte, der unter den Mossi sehr verbreitet war. Sankara gehörte zur sozial marginalisierten ethnischen Gruppe der Silmi-Mossi, die sich von den Mossi und Fulbe ableiten. In Sankaras Jugendzeit entschied sich sein Vater wieder zu seinem alten Nachnamen zurückzukehren. Die frühe Kindheit verbrachte Sankara in Gaoua. An der dortigen Grundschule kam er in Kontakt mit europäischen Kindern, der durch Konflikte geprägt war. Aufgrund seiner guten schulischen Leistungen ermutigten ihn einige Priester, ein katholisches Seminar zu besuchen. Nachdem er die Eingangsprüfung für das Collège bestanden hatte, setzte er jedoch seinen säkularen Bildungsweg fort. Damit einher ging das Verlassen des elterlichen Haushalts, da der Abschluss an einem Lycée in Gaoua nicht angeboten wurde. Sankara zog daher nach Bobo-Dioulasso, wo er das Lycée Daniel Ouezzin Coulibaly besuchte. Hier lernte er die späteren politischen Weggefährten Soumane Touré und Fidèle Toé kennen.

### Militärische Ausbildung
1966 kam nach einem Generalstreik und Massendemonstrationen Sangoulé Lamizana an die Macht und richtete eine neue Militärakademie ein, die Stipendien für Collège-Absolventen anbot. Da Sankara, der kurz vor Abschluss des Collège stand, Probleme hatte, die weiterführende Schulbildung am Lycée zu finanzieren, und das Militär zu dieser Zeit in Obervolta sehr populär war, bewarb er sich erfolgreich für die Nationale Militärschule. Er gehörte zum ersten Jahrgang dieser Militärakademie. Dort wurde er von Kadern der African Independence Party (PAI) mit den Lehren von Marx und Lenin vertraut gemacht. Bald wurde er in Madagaskar zum Offizier ausgebildet und war im Jahr 1972 dort Zeuge der erfolgreichen studentischen Proteste gegen Präsident Philibert Tsiranana.
Während des (ersten) Grenzkriegs zwischen Obervolta und Mali 1974 zeichnete sich der inzwischen in die Heimat zurückbeorderte Sankara aus. Dieser Konflikt schärfte seine panafrikanistischen Ansichten. Als Capitaine (Hauptmann) der obervoltaischen Luftwaffe wurde Sankara zum Fallschirmjäger ausgebildet. Im Centre national d’entraînement commando (CNEC) in Pô eingesetzt, freundete er sich mit Capitaine Blaise Compaoré an und gründete mit ihm die Geheimorganisation Regroupement des officiers communistes (ROC) (dt.: Zusammenschluss der kommunistischen Offiziere), die den Kampf gegen die Korruption zum Ziel hatte. Nicht zuletzt als Gitarrist der Band Tout-à-Coup Jazz und wegen seiner Vorliebe für Motorräder wurde Sankara in der Hauptstadt Ouagadougou eine bekannte Persönlichkeit.

### Politischer Aufstieg

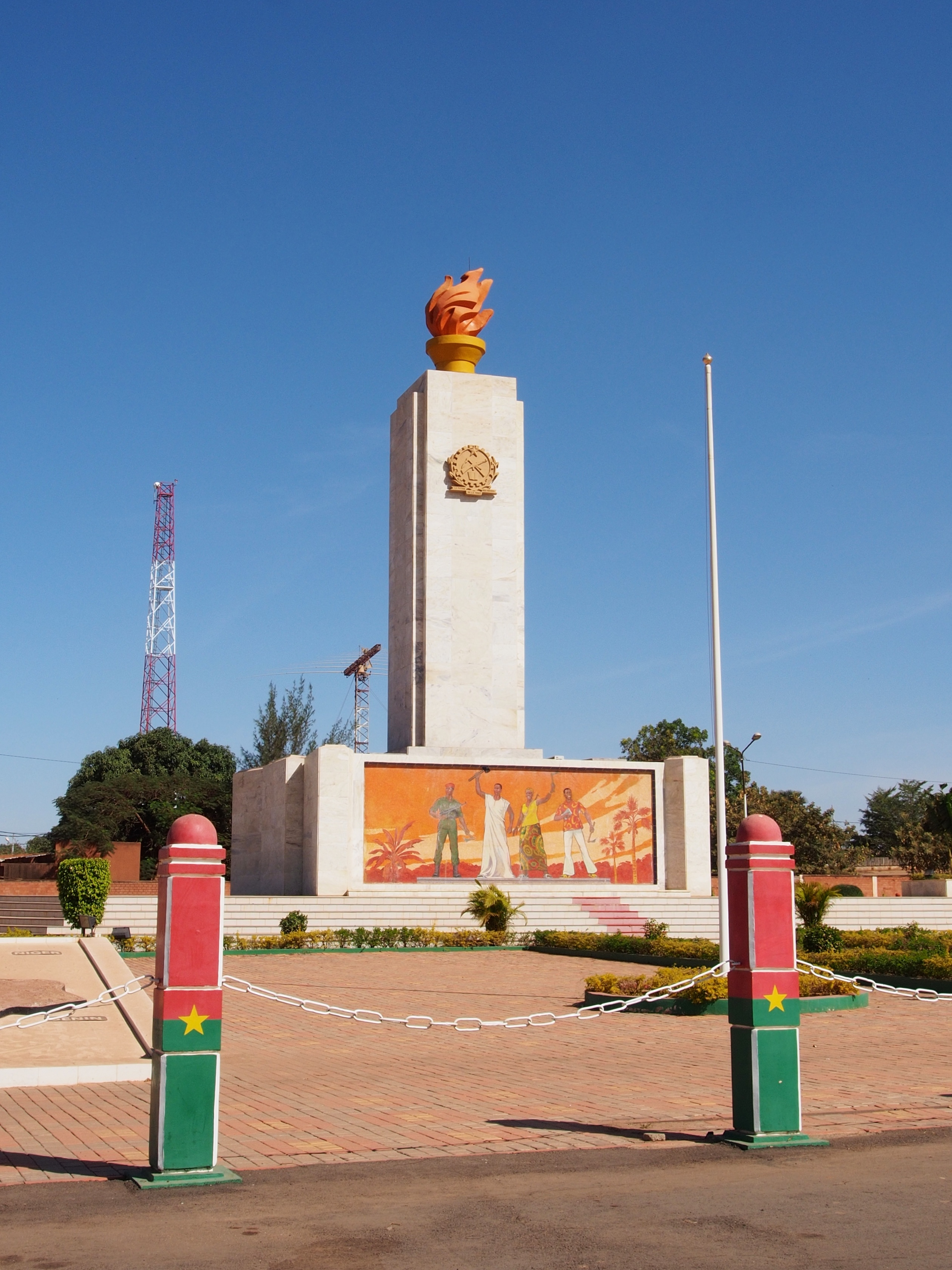
Das „Monument de la révolution“ in Ouagadougou

Nachdem Saye Zerbo im November 1980 Präsident Lamizana gestürzt hatte, bot er Sankara das Amt des Informationsministers an, während Compaoré zum Leiter der CNEC wurde. Weil er sich in der Folge vom Regime distanzierte, verlor Sankara Amt und Dienstgrad und wurde inhaftiert. Am 10. Januar 1983 wurde er Premierminister in der Regierung von Jean-Baptiste Ouédraogo, der gegen Zerbo geputscht hatte. In dieser Position bemühte sich Sankara um die Korruptionsbekämpfung, ging gegen Absentismus vor und engagierte sich in der Außenpolitik. Außerdem forderten seine Anhänger eine Rückgabe der Macht an Zivilisten, was zur Verhaftung Sankaras wegen Landesverrat führte und starke öffentliche Proteste nach sich zog. Sankaras Inhaftierung erfolgte im Mai 1983 nach einem Treffen mit Jean-Christophe Mitterrand, wodurch eine Beteiligung von Frankreich an diesem Vorgang als wahrscheinlich gilt.

### Präsidentschaft
Mit seinem Weggefährten Compaoré und den Offizieren Jean-Baptiste Ligani und Henri Zongo organisierte er einen Staatsstreich, der am 4. August 1983 durchgeführt wurde. Compaoré schuf den Nationalen Revolutionsrat (CNR), dessen Vorsitzender Sankara nach seiner Befreiung wurde. Er wurde so zum fünften Präsidenten von Obervolta. Der Staatsstreich wurde wahrscheinlich von Libyen unterstützt, das sich damals durch den Libysch-Tschadischen Grenzkrieg am Rand eines Krieges mit Frankreich befand.
Sankara verstand sich als sozialistischer Revolutionär. Die Devise lautete: „Vaterland oder Tod, wir werden siegen“ („La Patrie ou la Mort, nous vaincrons“). Er war besonders vom Modell Kuba und dem Staatschef von Ghana, Jerry Rawlings, inspiriert. In seiner Regierungszeit setzte er ein vielbeachtetes Projekt der planwirtschaftlichen und sozialistischen Entwicklung des Landes um. Sankara richtete sogenannte Komitees zur Verteidigung der Revolution (CDR) ein. Die Politik war ausgerichtet auf den Kampf gegen Hunger und Korruption, die Verbesserung der Bildungs- und Gesundheitsversorgung sowie auf Wiederaufforstung durch einheimische Bäume, Sträucher und andere Nutzpflanzen, um die Desertifikation, also das Fortschreiten der Wüste, aufzuhalten und sogar umzukehren. Afrikas Grüne Mauer im Sahel geht zum Teil auch auf diese Initiative zurück.
Am 4. August 1984, dem ersten Jahrestag der August-Revolution (Révolution d’Août), wurde Obervolta in Burkina Faso (Land der Unbestechlichen/Integren/Gerechten) umbenannt, und das Land gab sich eine neue Nationalflagge und eine neue Nationalhymne. Die Verbesserung des Status der Frauen war erklärtes Ziel von Sankaras Politik. Beispiellos in Westafrika verbot er die Beschneidung von Frauen, verurteilte Polygamie und propagierte Verhütung. Während seiner Amtszeit entstanden erste islamische politische Gruppen bzw. Parteien in Burkina Faso. Direkt nach Sankaras Amtsübernahme setzte er ein bevölkerungsweites Impfprogramm in Bewegung, in der Hoffnung Polio, Meningitis und Masern zu beseitigen. Innerhalb von zwei Wochen wurden 2 Millionen Burkiner geimpft, wofür ihn die Weltgesundheitsorganisation (WHO) lobte. Sankaras Regierung war außerdem eine der ersten afrikanischen Regierungen, die die AIDS-Epidemie öffentlich als ein großes Risiko für Afrika anerkannte.
In seine Amtszeit fiel auch der Krieg um den Agacher-Streifen und ab 1985 der Versuch einer „Integration“ bzw. eines vollständigen Zusammenschlusses Burkina Fasos mit Ghana.
Sankara gelang es nicht, den Interessensgegensatz zwischen Land und Stadt zu beherrschen. Die ehrgeizigen Entwicklungspläne wurden über staatliche Vermarktungsbehörden finanziert, die nur einen geringen Teil der Agrar-Einnahmen an die Bauernschaft weitergaben. Dies führte zu einer systematischen Vernachlässigung ländlicher Ressourcen und zu steigender Unzufriedenheit. In einer berühmt gewordenen Rede vor der Organisation für Afrikanische Einheit (OAU) im Juli 1987 weigerte er sich u. a., die Staatsschulden zurückzuzahlen, und warb bei seinen afrikanischen Amtskollegen um Solidarität in diesem Punkt. Außerdem kritisierte und brüskierte er öffentlich Repräsentanten westlicher Staaten wie den Botschafter der USA und den französischen Präsidenten François Mitterrand.
Er sprach sich ferner vehement gegen die Apartheid in Südafrika aus und bekundete seine Solidarität mit der Palästinensischen Befreiungsorganisation (PLO) und den Sandinisten in Nicaragua. Er setzte die Akkumulation des Westens in direkten Zusammenhang mit dem Pauperismus in der Dritten Welt, weshalb er eine Rückzahlung der Schulden an die Wohlstandsnationen ablehnte und sich dafür aussprach, Entwicklungshilfe durch gemeinsame Anlagenfonds der Entwicklungsländer zu ersetzen. Sankaras Politik stieß auf zunehmenden Widerstand im In- und Ausland. Der Staatspräsident der Elfenbeinküste, Félix Houphouët-Boigny, fürchtete gemeinsam mit seinem Verbündeten Frankreich die Verbindungen Burkina Fasos zu Libyen und Ghana sowie eine Verbreitung der Politik Sankaras in Westafrika. So hatte Paris bereits seit 1983 jede Entwicklungshilfe an Burkina Faso eingestellt. Innenpolitisch hatten Sankaras Maßnahmen gegen Feudalismus und Patriarchalismus ihm die Stammesführer der Mossi und die islamischen Gemeinden zu Feinden gemacht. Zusätzlich verschärfte die sich verschlechternde wirtschaftliche Lage die Situation, die mit Inflation und einer höheren Steuerbelastung einherging. Es kam zu immer mehr Spannungen zwischen der Massenpartei Parti Africain de l’Indépendance (PAI) und dem Nationalen Revolutionsrat (CNR), dem Sankara vorstand. Als Sankara ankündigte, die Gerichtsfälle zu überprüfen, bei denen Bürger wegen „antirevolutionärer“ Aktionen verurteilt worden waren, und er die Gründung einer Partei der Avantgarde beabsichtigte, wuchs das Misstrauen unter den Regierungsmitgliedern.

Wappen Burkina Fasos 1984–1997

### Ermordung
Am 15. Oktober 1987 wurde Sankara bei einem Staatsstreich des Militärs unter Führung von Blaise Compaoré ermordet. Am selben Tag wurde Compaoré Sankaras Nachfolger. Mit Sankara wurden sechs seiner politischen Weggefährten getötet. Auf Sankaras Totenschein wurde eine natürliche Ursache beglaubigt. Am 16. Oktober meldeten die Radioprogramme in Burkina Faso die Auflösung des CNR und initiierten eine Hetzkampagne gegen Sankara, der unter anderem als Verräter und Faschist geschmäht wurde.
Spekulationen über eine ausländische Beteiligung an diesem Putsch gab es immer wieder, von denen aber bisher keine bewiesen werden konnte. In der Liste der Verdächtigen stand meist Frankreich weit oben, das Sankaras Sturz als Premierminister im Jahr 1983 aktiv betrieben hatte. Zudem galt der einflussreichste französische Afrikapolitiker, Jacques Foccart, auch bekannt als Monsieur Afrique, als ein erklärter Feind Sankaras. Neben Frankreichs Verbündeten Togo und Mali hatte vor allem die Elfenbeinküste unter Führung von Houphouët-Boigny, der gute Verbindungen zu Compaoré besaß, über Mittel und Wege verfügt, einen Umsturz in Ouagadougou zu betreiben. Laut Ernest Harsch, einem Forscher am Institut für Afrikastudien der Columbia University, sprechen die überzeugendsten Beweise für eine inländische Verantwortung der Morde.
Blaise Compaoré blieb 27 Jahre lang Präsident, bis er im Oktober 2014 gestürzt wurde. Im März 2015 beschloss die neue Regierung unter dem Übergangspräsidenten Michel Kafando, Sankaras Leichnam zu exhumieren, um Gewissheit über dessen Verbleib zu erlangen.

### Juristische Aufarbeitung
Am 11. Oktober 2021, 34 Jahre nach der Ermordung Thomas Sankaras, begann ein Prozess vor einem Militärgericht in Ouagadougou zur Aufklärung der strafrechtlichen Verantwortung. 14 Personen wurden angeklagt. Als Hauptverdächtiger galt Blaise Compaoré, der aber laut seinen Anwälten als Ex-Präsident Immunität genieße. Da er zudem im Exil in der Elfenbeinküste lebte, erschien er nicht vor Gericht. Unter den Angeklagten waren Compaorés damaliger Stabschef Gilbert Diendéré, der wegen seiner Beteiligung an einem gescheiterten Staatsstreich 2015 bereits zu einer langjährigen Haftstrafe verurteilt worden war, und Hyacinthe Kafando, seinerzeit Compaorés Sicherheitschef, der zu Prozessbeginn noch per Haftbefehl gesucht wurde. Angeklagt war auch Diébré Jean Christophe, jener Arzt, der fälschlicherweise einen natürlichen Tod Sankaras attestiert hatte.
Am 6. April 2022 verurteilte das Gericht Blaise Compaoré in Abwesenheit zu lebenslanger Haft wegen Angriffs auf die Staatssicherheit, Mittäterschaft bei der Ermordung Sankaras und Verbergen einer Leiche. Die Anklage hatte 30 Jahre Haft für Compaoré beantragt. Gilbert Diendéré und Hyacinthe Kafando erhielten ebenfalls lebenslange Haftstrafen.

## Errungenschaften
Während seiner kurzen, lediglich vier Jahre andauernden Amtszeit gelang es der Regierung Sankaras zahlreiche Erfolge zu erzielen.

### Wirtschaft, Soziales und Umwelt
- Er ließ innerhalb weniger Wochen 2,5 Millionen Kinder gegen Meningitis, Gelbfieber und Masern impfen.[2][17][18][19][20]
- Er initiierte eine landesweite Alphabetisierungskampagne, durch die die Alphabetisierungsrate von 13 % im Jahr 1983 auf 73 % im Jahr 1987 anstieg.[2][17][18]
- Er ließ über 10 Millionen Bäume pflanzen, um die Desertifikation aufzuhalten.[2][17][18][21]
- Er ließ ohne ausländische Hilfe Straßen und eine Eisenbahnlinie durch das Land bauen.[17][18][22]
- Er ernannte Frauen in hohe Regierungsämter, ermutigte sie zu arbeiten, rekrutierte sie für das Militär und gewährte Schwangerschaftsurlaub während der Ausbildung.[18]
- Er verbot weibliche Genitalverstümmelung, Zwangsehen und Polygamie und setzte sich für Frauenrechte ein.[2][17][18]
- Es wurden groß angelegte Wohnungs- und Infrastrukturprojekte durchgeführt. Ziegelfabriken wurden gegründet, um den Bau von Häusern zu unterstützen und die städtischen Slums zu beseitigen.[23]
- Er verteilte das Land an die Bauern Burkina Fasos. So konnte die Weizenproduktion innerhalb von drei Jahren von 1700 kg pro Hektar auf 3800 kg pro Hektar steigen, was dazu führte, dass sich das Land selbst versorgen konnte, was im postkolonialen Afrika eine Seltenheit war.[18][23][24]
- Er lehnte ausländische Entwicklungshilfe ab, da er sein Land nicht in Abhängigkeiten verstricken wollte.[2][18]
- In Zusammenkünften der Organisation für Afrikanische Einheit und vor den Vereinten Nationen sprach er sich gegen die Rückzahlung von Schulden an den Westen aus. Er argumentierte, dass die Kredite, die die postkolonialen Länder angenommen haben, erst durch den früheren Kolonialismus nötig wurden.[2][17][18][25]

### Politische Kultur und symbolische Maßnahmen
- Er verkaufte den aus teuren Mercedes bestehenden Fuhrpark der Regierung und machte den Renault 5 (das billigste Auto, das damals in Burkina Faso verkauft wurde) zum offiziellen Dienstwagen der Minister.[2][17][18][26][27]
- Er ließ die Gehälter aller Staatsbediensteten kürzen, einschließlich seines eigenen, und verbot den Einsatz von Chauffeuren sowie Flugtickets in der ersten Klasse.[18][28]
- In der Hauptstadt Burkina Fasos Ouagadougou ließ Sankara das Versorgungslager des Militärs in den ersten Supermarkt des Landes umbauen. Dieser stand allen Bürgern offen.[18]
- Er ließ alle Staatsbediensteten eine monatliche Summe für öffentliche Projekte zahlen.[18]
- Als Präsident senkte er sein Gehalt auf 450 Dollar pro Monat und beschränkte seinen Besitz auf ein Auto, vier Motorräder, drei Gitarren, einen Kühlschrank und eine kaputte Gefriertruhe.[2][17][18][27]
- Da er selbst Motorradfahrer war, gründete er eine persönliche auf Motorrädern fahrende Leibgarde, die ausschließlich aus Frauen bestand.[17][18]
- Er verlangte von seinen Beamten, eine traditionelle Tunika zu tragen, die aus burkinischer Baumwolle gewebt und von burkinischen Handwerkern genäht wurde. Dies sollte sein Volk ermutigen, seine eigene Kultur zum Ausdruck zu bringen und sich nicht von der ehemaligen französischen Kolonialmacht beeinflussen zu lassen.[17][18]
- Als geübter Gitarrist schrieb er die Nationalhymne Burkina Fasos selbst.[2][18][29][30]

## Ehrungen
Thomas Sankara wurde am 25. September 1984 mit dem höchsten kubanischen Orden, dem José-Martí-Orden, ausgezeichnet.

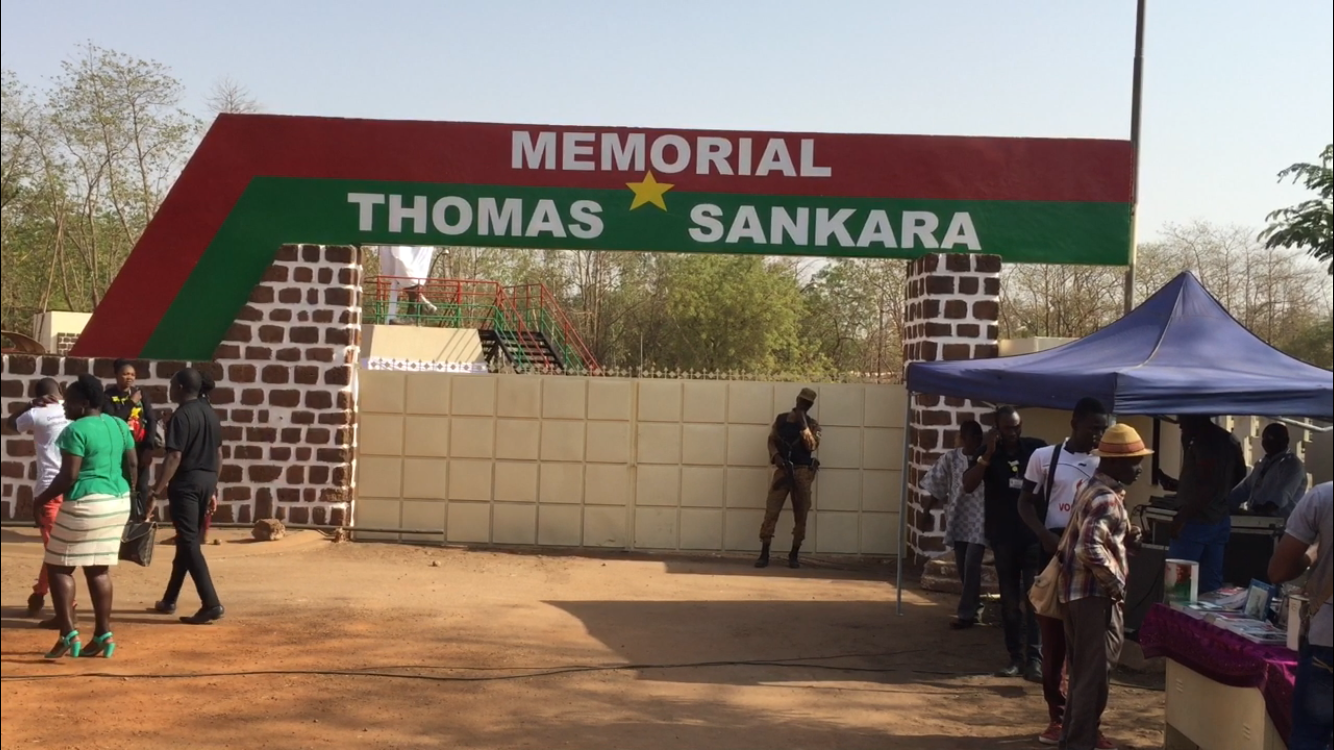
Eröffnung des Thomas-Sankara-Denkmals in Ouagadougou

Obwohl sich Sankara während seiner Amtszeit vehement gegen einen Personenkult aussprach, wurde ihm zu Ehren am 1. März 2019 in Ouagadougou ein Denkmal mitsamt einer fünf Meter hohen Bronzestatue errichtet. Zahlreiche Wandbilder an Gebäuden prägen das Bild der Hauptstadt.
Am 15. Oktober 2020 wurde die Universität „Ouaga II“ in der burkinischen Hauptstadt Ouagadougou in „Thomas-Sankara-Universität“ umbenannt.

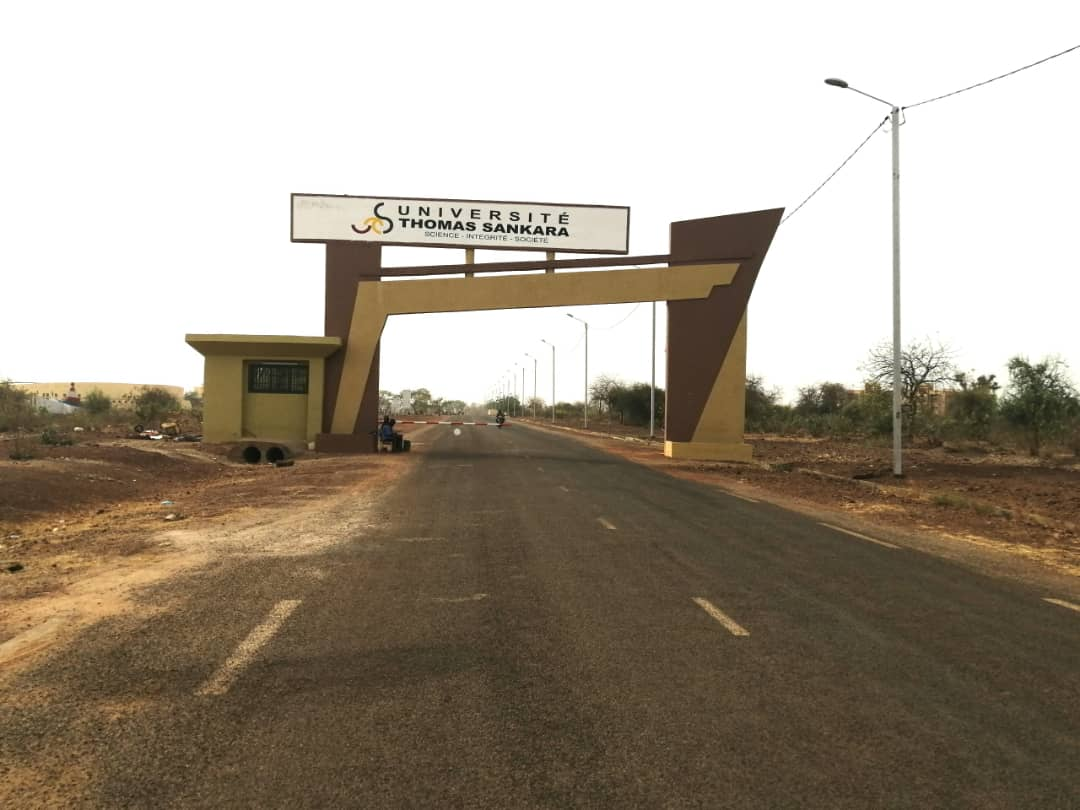
Einfahrtstor zur Thomas-Sankara-Universität

In Asokoro, einem Stadtteil der nigerianischen Hauptstadt Abuja, wurde eine Straße nach ihm benannt. Ebenfalls gibt es eine solche Straße im französischen Paris, sowie weiteren Städten, besonders in Afrika.

## Trivia
- Sankara weigerte sich, die Klimaanlage in seinem Büro zu benutzen. Dies begründete er damit, dass dieser Luxus nur für eine Hand voll Burkinabé möglich war.[18]
- Er verbot das Aufhängen von Porträts, die ihn zeigten, da er einen Personenkult verhindern wollte.[2][17][18]

## Sankarismus
Einige sozialistische Parteien und Gruppen in Burkina Faso sehen sich in der Tradition von Thomas Sankara und bezeichnen sich ausdrücklich als „sankaristisch“, beispielsweise die Union pour la Renaissance/Parti Sankariste, der Front des Forces Sociales, die Convention Panafricaine Sankariste und die Front Démocratique Sankariste.

## Reden und Interviews
- Thomas Sankara: L’émancipation des femmes et la lutte de libération de l’Afrique, Pathfinder 2001, ISBN 0-87348-938-1.
- Thomas Sankara Parle: La Révolution au Burkina Faso, 1983-1987 (Sammlung seiner Reden), Editora Politica, 2. Auflage, 2007, ISBN 0-87348-987-X – auch bei Pathfinder unter dem Titel We Are Heirs of the World’s Revolutions. Speeches from the Burkina Faso Revolution 1983–87 (Erstauflage 2002)
- Thomas Sankara Speaks: The Burkina Faso Revolution (Sammlung seiner Reden), Editora Politica, 2. Auflage, 2007, ISBN 0-87348-986-1.
- Thomas Sankara: Die Ursprünge der Schulden liegen im Kolonialismus (Rede vor der OAU in Addis-Abeba am 29. Juli 1987), in: AfricAvenir International e. V. (Hrsg.): 50 Jahre afrikanische Un-Abhängigkeiten – Eine (selbst)kritische Bilanz, Editions AfricAvenir/Exchange & Dialogue, 2. Auflage, digitale Ausgabe (E-Book), 2011, ISBN 978-3-9812733-1-1 – Inhaltsangabe der Hrsg.
- Inga Nagel: Nachricht aus dem Jenseits – Das letzte bekannte Interview mit Thomas Sankara vom 4. Oktober 1987, ursprünglich in Jeune Afrique, 1987, Übersetzung ins Deutsche
- Ismael Sanou et al. (Hrsg.): Thomas Sankara: Die Ideen sterben nicht! AfricAvenir International, Berlin 2016, ISBN 978-3-946741-00-8.

## Filme

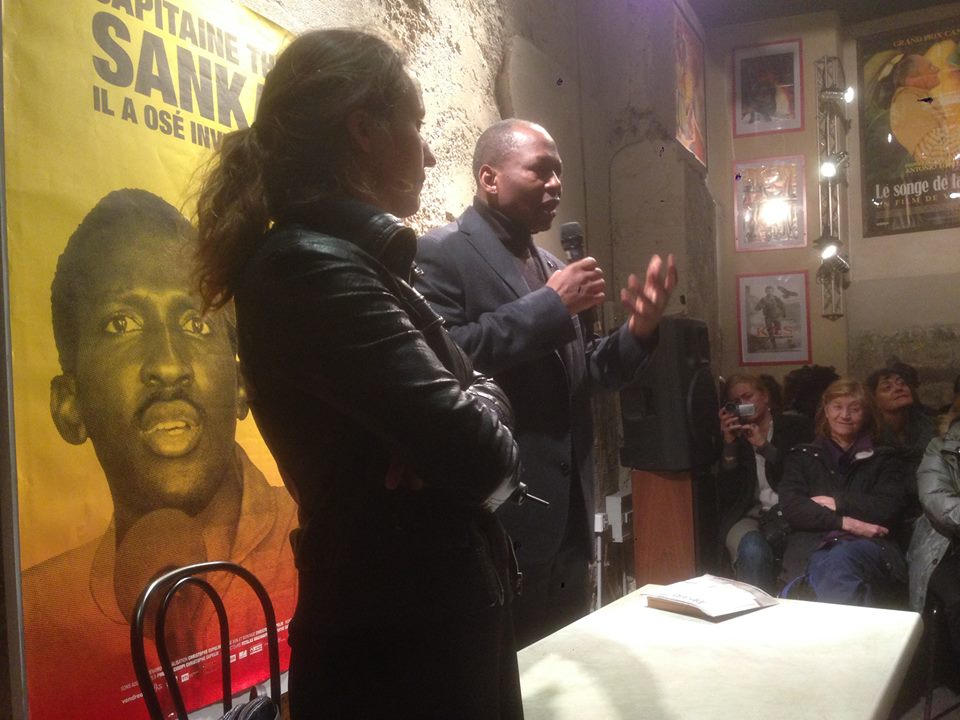
Debatte im Anschluss an die Vorführung des Films Capitaine Thomas Sankara am 28. November 2015 im Espace Saint-Michel in Paris mit der Verleiherin des Films und dem Historiker Élisée Coulibaly.

- Sankara – The upright man. (F: L’homme intègre. D: Thomas Sankara – Der Che Schwarzafrikas.) Dokumentarfilm, Frankreich, 2006, 52 Min., Regie: Robin Shuffield, deutsche Erstausstrahlung: 6. Oktober 2007, Online-Video.[32]
- Der „Che Guevara Afrikas“. Videoblog-Reportage, Kenia, Deutschland, 2010, 5:10 Min., Regie: Werner Zeppenfeld, Produktion: WDR, Veröffentlichung: 16. November 2010, Online-Video (Memento vom 19. November 2010 im Internet Archive).
- Auf den Spuren von Thomas Sankara (Teil 1) & Geteiltes Erbe (Teil 2) (F (Original): Sur les traces de Thomas Sankara & Héritages en partages). Zweiteiliger Dokumentarfilm, Frankreich/Burkina Faso/Senegal, 2010, jeweils 82 Min., Regie & Produktion: Kollektiv Baraka, deutsche Erstaufführung: 14. Oktober 2012, deutsche Untertitel und Inhaltsangabe von AfricAvenir International
- Capitaine Thomas Sankara. Dokumentarfilm, Schweiz 2012, 109 Min., Regie: Christophe Cupelin Weltpremière am Festival Visions du Réel
- Thomas Sankara – Der Che Schwarzafrikas. Dokumentarfilm, Frankreich 2006, 52 Min., Regie: Robin Shuffield, Online-Video
- Thomas Sankara: l'espoir assassiné Dokumentarfilm, Demokratische Republik Kongo, 1991, 26 Min., Regie: Balufu Bakupa-Kanyinda[33]